# Daddy’s Gonna Pay For Your Crashed Car
Daddy’s Gonna Pay For Your Crashed Car – piosenka rockowej grupy U2, pochodząca z jej wydanego w 1993 roku albumu, Zooropa. Była jedną z najbardziej awangardowych utworów na tej płycie oraz w całym dorobku zespołu.
Piosenka była grana podczas etapu Zoomerang trasy Zoo TV Tour.
W „Daddy’s Gonna Pay For Your Crashed Car” został wykorzystany fragment utworu „The City Sleeps” MC 900 Ft. Jesus. Z kolei intro piosenki wzięło się od „Le Rocher Sur La Volga”, jednego z ulubionych utworów Lenina.